# Maria Arcangela Biondini
Maria Arcangela Biondini (Corfù, 24 giugno 1641 – Arco, 25 novembre 1712) è stata una religiosa italiana, figura di spicco nel panorama sociale e religioso veneto della seconda metà del Seicento. La sua produzione letteraria, spirituale, mistica e autobiografica è vastissima e le sue opere, alcune delle quali non ancora inventariate, sono conservate nel monastero delle Serve di Maria di Arco.

## Biografia
Suor Maria Arcangela Biondini al secolo si chiamava Giovanna Antonia; nacque il 24 giugno 1641 a Corfù, settima di nove figli di Andrea Biondini, vicegovernatore dell'isola per conto di Venezia, e di Angela Cicogna. Nel 1655 entrò fra le monache Serve di Maria di Santa Maria delle Grazie di Burano e nel 1657 emise la professione prendendo il nome di suor Maria Arcangela. Nel 1677 divenne badessa e tale restò fino al 1686. Donna sensibile ai problemi della Chiesa, avvertì quasi subito la necessità di una riforma claustrale. In convento, un'anziana monaca le predisse che Iddio le tiene preparato un Convento in una prateria ove è anche fatta la chiesa.
Così, per portare a compimento il suo progetto, suor Arcangela Biondini interpellò l'imperatore Leopoldo I e ottenne da lui, il 6 luglio 1684, la risoluzione di fondazione di un convento. La sede fu la campagna di Arco, presso la chiesa di Santa Maria di Reggio. Ottenne anche il parere favorevole del Principe Vescovo di Trento. Non mancarono ostacoli, rimostranze degli abitanti della zona, ma alla fine il nome di Cesare faceva acquietare ognuno, come scrisse. Nel 1689, dopo un viaggio abbastanza avventuroso, la Biondini arrivò ad Arco in compagnia di una monaca e sette converse. Furono tutte accolte bene dal capitano del castello e poi dai Conti di Arco. La comunità, che seguiva la regola dei Frati di Montesenario, presto si consolidò. Suor Maria Arcangela vi rimase fino alla morte, avvenuta il 25 novembre 1712. La sua spoglia riposa ancora oggi nel convento di Arco.
Dai suoi scritti emergono forza, fede e umiltà cristiane. Nel giugno 1709 scrisse a un sacerdote di Rovereto che le aveva chiesto spiegazioni sul versetto del salmo 99, Servite Domino in Letitia: